# Kap Bruce
Kap Bruce ist die nördliche Landspitze einer kleinen Insel vor der Mawson-Küste des ostantarktischen Mac-Robertson-Lands. Die Insel liegt auf der Ostseite der Oom Bay und wird durch einen kleinen Kanal von der Festlandmasse unmittelbar westlich des Taylor-Gletschers getrennt.
Teilnehmer der British Australian and New Zealand Antarctic Research Expedition (BANZARE, 1929–1931) unter der Leitung des australischen Polarforschers Douglas Mawson landeten hier am 18. Februar 1931 an. Mawson benannte das Kap nach dem australischen Politiker Stanley Bruce (1883–1967), von 1923 bis 1929 Premierminister seines Landes.